# François Pouqueville
François Charles Hugues Laurent Pouqueville (Le Merlerault, 4 novembre 1770 – Parigi, 20 dicembre 1838) è stato un diplomatico, scrittore, storico e archeologo francese.
Originario della Normandia, François Pouqueville fu membro dell'Institut de France. Viaggiò a lungo nella Grecia occupata dall'Impero ottomano nel periodo 1798-1820, prima come ostaggio del sultano turco, poi come console generale di Napoleone Bonaparte presso la Corte di Alì Pascià di Giannina. Con la sua diplomazia e con le sue opere divenne un architetto di spicco del movimento filellenista in Europa, e contribuì in modo significativo alla liberazione dei Greci, e alla rinascita della nazione greca.

## Gioventù: ministro e rivoluzionario
François Pouqueville studiò presso il collegio di Caen prima di entrare nel seminario di Lisieux. Fu ordinato sacerdote a 21, e fu poi vicario nella sua contea natale di Montmarcé.

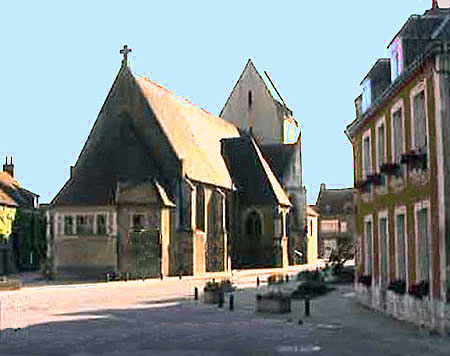
Chiesa di Le Merlerault

Noto per le sue convinzioni da giovane prelato fedele alla monarchia, fu protetto e salvato dai massacri dalla sua congregazione dai massacri della "pulizia" orchestrata contro gli aristocratici da alcuni movimenti rivoluzionari fuori controllo durante il regime del terrore. È in questo fase che il suo non comune talento di scrittore si rivela. Iniziò infatti un'attivissima corrispondenza con il fratello minore (Hugues) e la sorella (Adele), corrispondenza che durò per tutta la vita. Le sue innumerevoli e dettagliate lettere per i suoi fratelli sono ancora oggi un'eccezionale fonte di conoscenza su ogni aspetto della vita di un viaggiatore del mondo, esploratore e diplomatico, durante la Rivoluzione francese, l'impero napoleonico e la restaurazione della monarchia francese, al volgere del XIX secolo.
In questi momenti esaltanti, come molti giovani aristocratici francesi, sostenne il nascente movimento democratico e, quando il 14 luglio, 1793 (anno secondo della Repubblica francese), l'Assemblea primaria di Le Merlerault adottò la nuova Costituzione, François Pouqueville ne fu il Segretario.

Fu assistente del sindaco (1793), raggiunti 23 anni trovò la sua vocazione grazie agli eventi della Rivoluzione francese, si dimise dal clero per diventare un maestro (1794), e successivamente un assistente comunale a Le Merlereault (1795). Egli rimase un fervente cristiano per tutta la sua vita. 

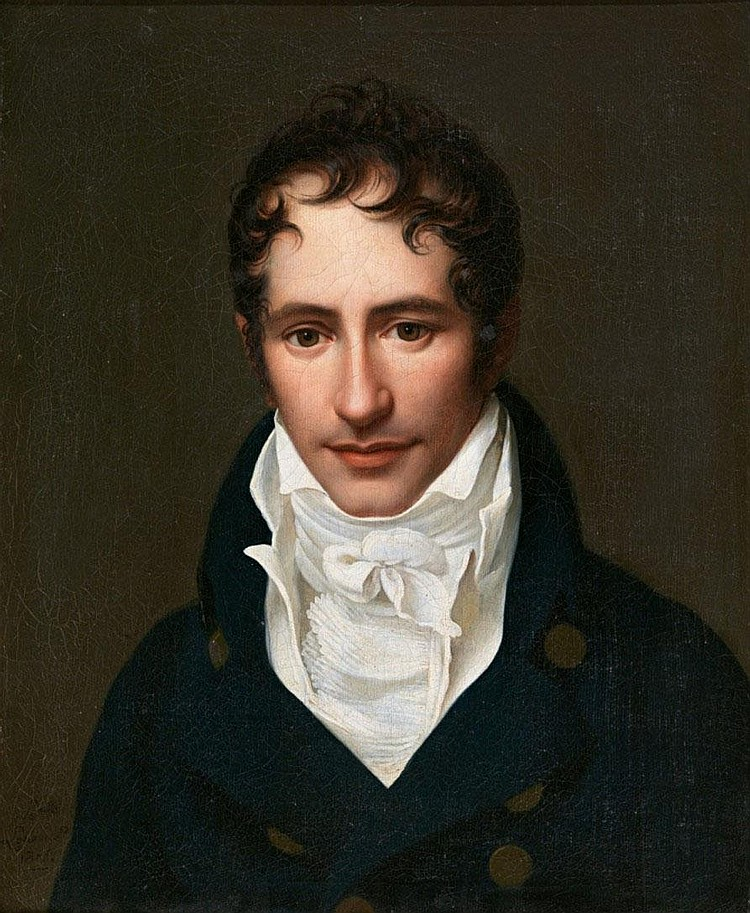
Francois Pouqueville 1805

Tuttavia, la sua rinuncia al sacerdozio, i suoi interventi fortemente repubblicani, e le sue critiche aperte al Papato, fece di lui il bersaglio del risorgente movimento monarchico in Normandia, e fu costretto nuovamente a cercare rifugio nella clandestinità - probabilmente in Caen - fino a quando la sconfitta in Quiberon delle forze realiste supportate dalle bande di Chouan di Charette, distrutte dal piombo dell'esercito repubblicano guidato da Hoche.
Quando François Pouqueville tornò a Le Merlerault, il medico della città, il dottor Cochin, che era stato suo collega al collegio di Caen, lo prese come studente-chirurgo. Poi lo presentò al suo amico il professore Antoine Dubois della Facoltà di Medicina di Parigi, e che fu poi il medico dell'imperatrice Maria Luisa, quando diede alla luce l'unico figlio di Napoleone, Napoleone II nel 1811.
A 27 anni, François Pouqueville lasciò Le Merlerault per Parigi (1797) dove, sotto la guida del professor Dubois, fece rapidi progressi in medicina e chirurgia. L'anno successivo fu aggregato alla commissione delle scienze e delle arti di accompagnamento alla campagna d'Egitto dell'allora generale Bonaparte.
Con i sogni di gloria e di fortuna, François Pouqueville si imbarcò a Tolone con la sfortunata flotta francese sotto il comando del generale Bonaparte in navigazione verso l'Egitto. Lungo la rotta, partecipò come testimone alla presa di Malta, e ha trascorso i giorni della traversata di Alessandria insegnando ai soldati e ai marinai francesi il testo della canzone La Marsigliese, il nuovo inno nazionale francese.

## Il prigioniero del sultano turco

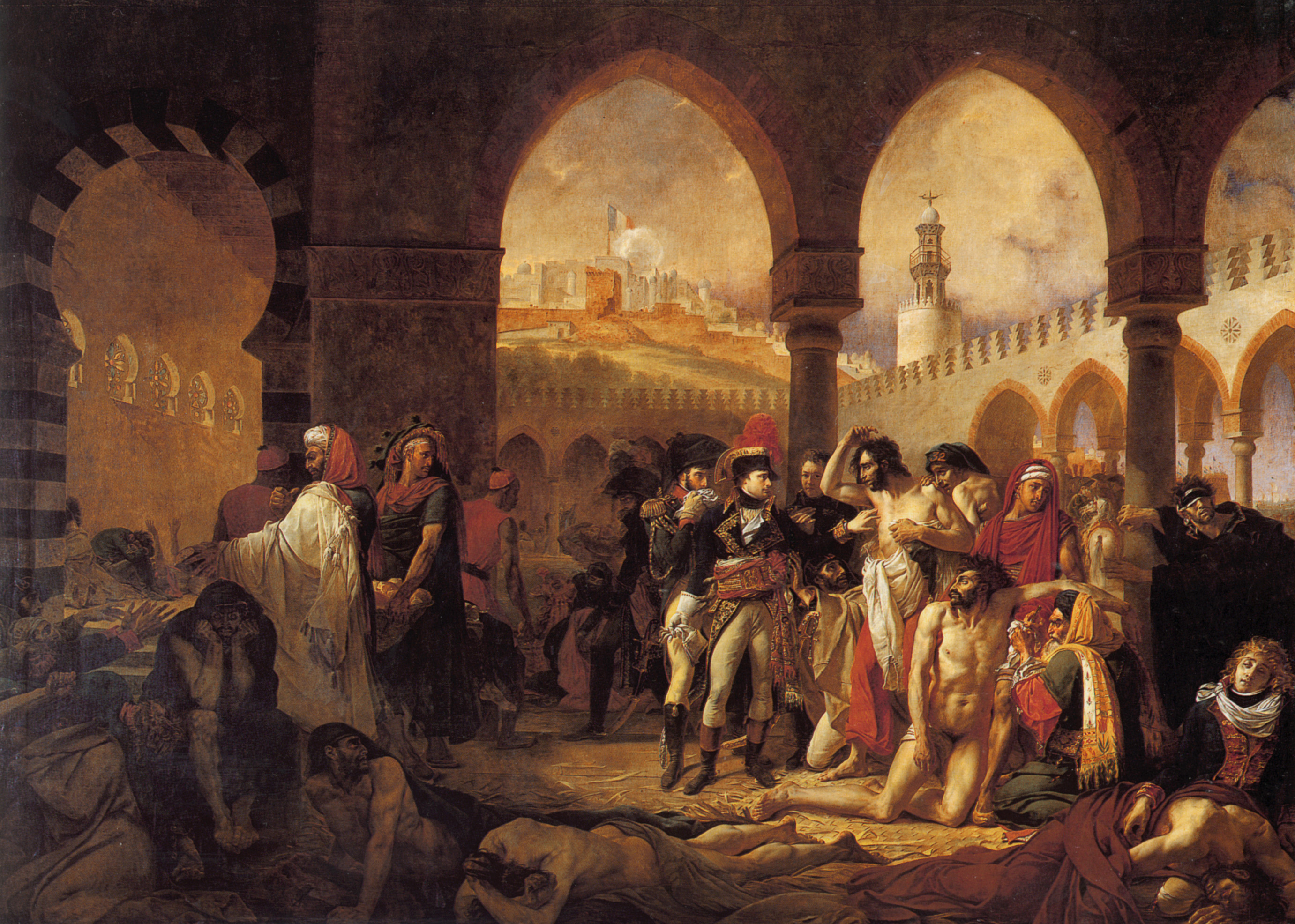
Bonaparte visita gli appestati di Giaffa
di Antoine-Jean Gros

### Egitto: Bonaparte, Nelson e pirati
In Egitto, dopo la prima battaglia di Abukir (1798), il generale Kléber affidò a François Pouqueville la negoziazione per lo scambio dei prigionieri con l'ammiraglio Nelson. Durante l'incontro con le principali figure dell'Ammiragliato britannico, sviluppò rapidamente un grande rispetto per William Sidney Smith che parlava un francese perfetto e dimostrò di essere cortese, umano, e un uomo d'onore. Invece, il suo incontro con Nelson lo riempì di ripugnanza, a causa della brutalità e crudeltà dimostrata dall'ammiraglio verso gli ufficiali francesi; da allora in poi, Pouqueville si riferì a lui con l'epiteto di "ciclope assetato di sangue".
Compiuta la sua missione, e colpito da una febbre che gli impedì di continuare le sue ricerche scientifiche, François Pouqueville fu consigliato da Kléber di tornare in Francia per ricevere le migliori cure mediche.
Si imbarcò a bordo della nave mercantile italiana La Madonna di Montenegro in Alessandria, che veleggiava verso l'Italia quando fu attaccata da corsari provenienti dagli Stati barbareschi in prossimità della Calabria, François Pouqueville fu fatto prigioniero.

### Peloponneso: prigioniero del Pasha e medico
Portato a Navarino, fu inviato in custodia a Mustafa Pascià, vassallo del Sultano turco Mehmet Ali, sovrano dell'Impero Ottomano, che era in guerra con la Francia.
Pouqueville fu poi portato a Tripolizza, capitale del Peloponneso, per essere imprigionato. Mustafa Pascià lo accolse con una certa indifferenza, ma lo protesse contro le brutalità dei soldati albanesi, che lo sorvegliavano dalla sua cattura, e gli diede un alloggio decente.
Poco dopo, il Pascià fu deposto e sostituito da Ahmet Pascià.
Avendo appreso che François Pouqueville praticava la medicina, il nuovo Pascià lo trattò bene e, dopo aver visto i successi di Pouqueville nella guarigione di alcuni membri del suo entourage, lo nominò medico ufficiale del suo pascialato. Pouqueville approfittò della sua nuova situazione, esplorando le regioni limitrofe e dalla ricerca dei siti della Grecia antica.
Rimase in Tripolitza durante il duro inverno del 1798.

### Costantinopoli: prigioni e harem

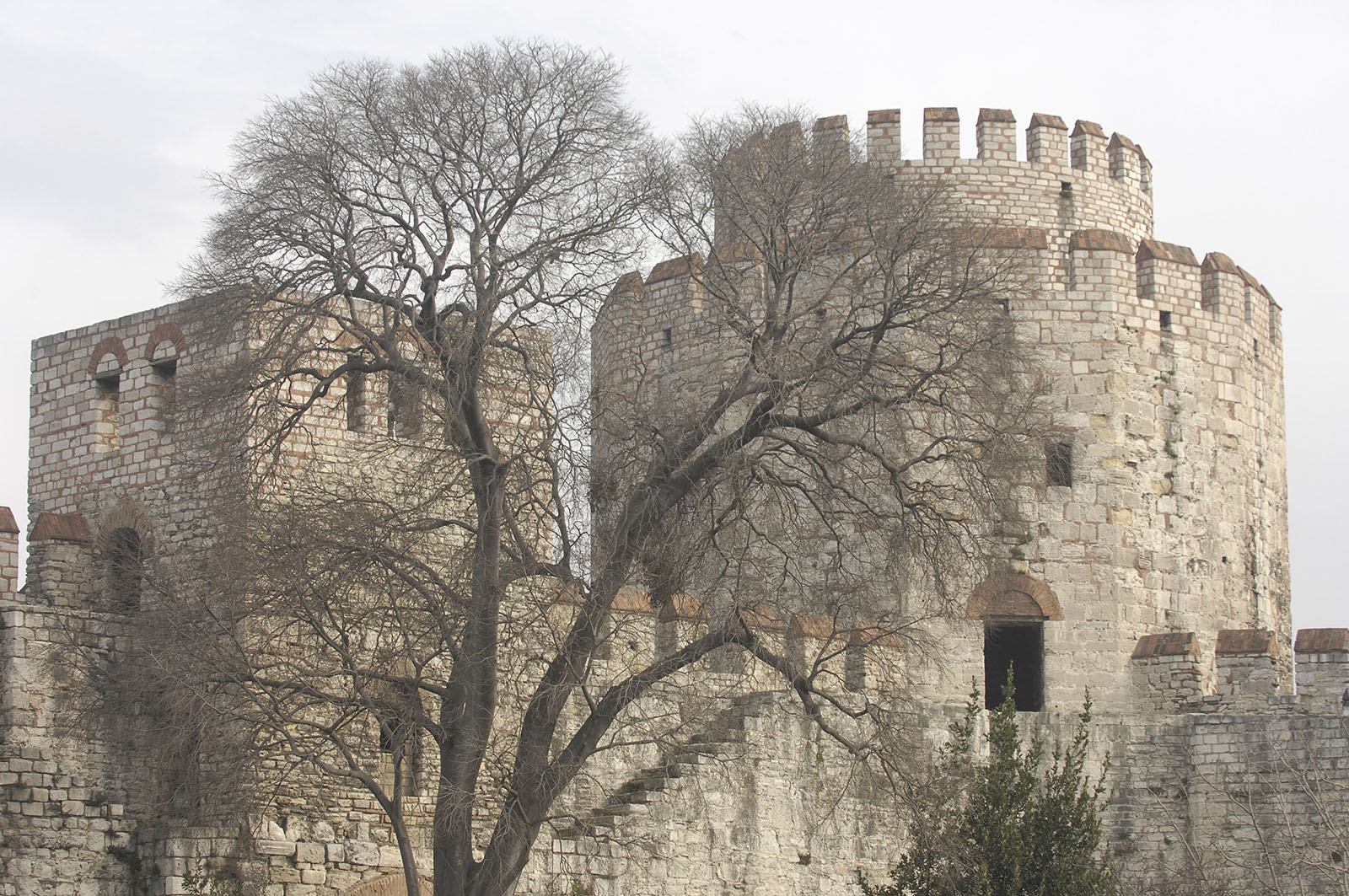
"Yedikule" oggi

In primavera, il sultano turco ordinò che venisse trasferito via terra e mare insieme ai suoi co-prigionieri a Costantinopoli, dove furono incarcerati per due anni nella fortezza delle sette torri, Yedikule. François Pouqueville scrisse che lì trovarono in condizioni abiette i membri dell'ambasciata francese a cui il sultano aveva rifiutato, sotto le insistenti richieste degli inglesi, l'usuale trattamento diplomatico di detenzione sulla parola nel palazzo sede dell'ambasciata di Francia, che nel frattempo era stato fatto proprio dalla stessa Gran Bretagna.
Pouqueville tentò di salvare la vita del morente aiutante-generale Rose, ma era troppo tardi. Rose era stato rappresentante della Francia in Epiro e era caduto vittima della crudele perfidia di Ali Pascià di Giannina. Pochi anni più tardi, Pouqueville avrebbe ricoperto lo stesso ruolo di Rose nella corte di Ioannina.
François Pouqueville divenne amico con il diplomatico francese Ruffin, tenuto prigioniero sin dalla spedizione in Egitto, prendendosi cura della sua salute e che soprannominò il "Nestore dell'Oriente" e con cui perfezionò le sue conoscenze di orientalistica. In seguito, i due uomini continuarono la loro corrispondenza anche dopo il termine della prigionia e fino alla morte di Ruffin.
Poco dopo l'arrivo a Costantinopoli, François Pouqueville acquisì una certa libertà di movimento, in quanto i suoi carcerieri avevano imparato a conoscere le sue competenze mediche, e riuscì quindi a scoprire i dintorni della fortezza, in particolare i giardini privati del sultano al palazzo di Topkapi, e anche il suo harem, con la complicità del giardiniere del Sultano con cui aveva stretto amicizia.
In alcune occasioni, riuscì a convincere le sue guardie a lasciarlo visitare la città di Costantinopoli e a viaggiare lungo il Bosforo fino al Mar Nero per curare altri prigionieri francesi gravemente ammalati in prigioni distanti. Al tempo, la peste era ancora attiva nelle zone orientali del mediterraneo e Pouqueville era molto determinato nel cercare di individuare metodi appropriati per combattere la terribile malattia. Le sue osservazioni in forma di tesi ricevettero apprezzamento quando furono pubblicate a Parigi in seguito al suo ritorno.

Le sue testimonianze scritte di queste escursioni furono le prime descrizioni dettagliate di un occidentale della megalopoli turca e dei suoi abitanti, del loro modo di vita, usi e costumi. Queste descrizioni furono ricevute in Europa con grande stupore e curiosità per 'la porta d'Asia', che precedentemente era rimasta praticamente inesplorata dagli occidentali dalla caduta dell'impero bizantino nel 1453.

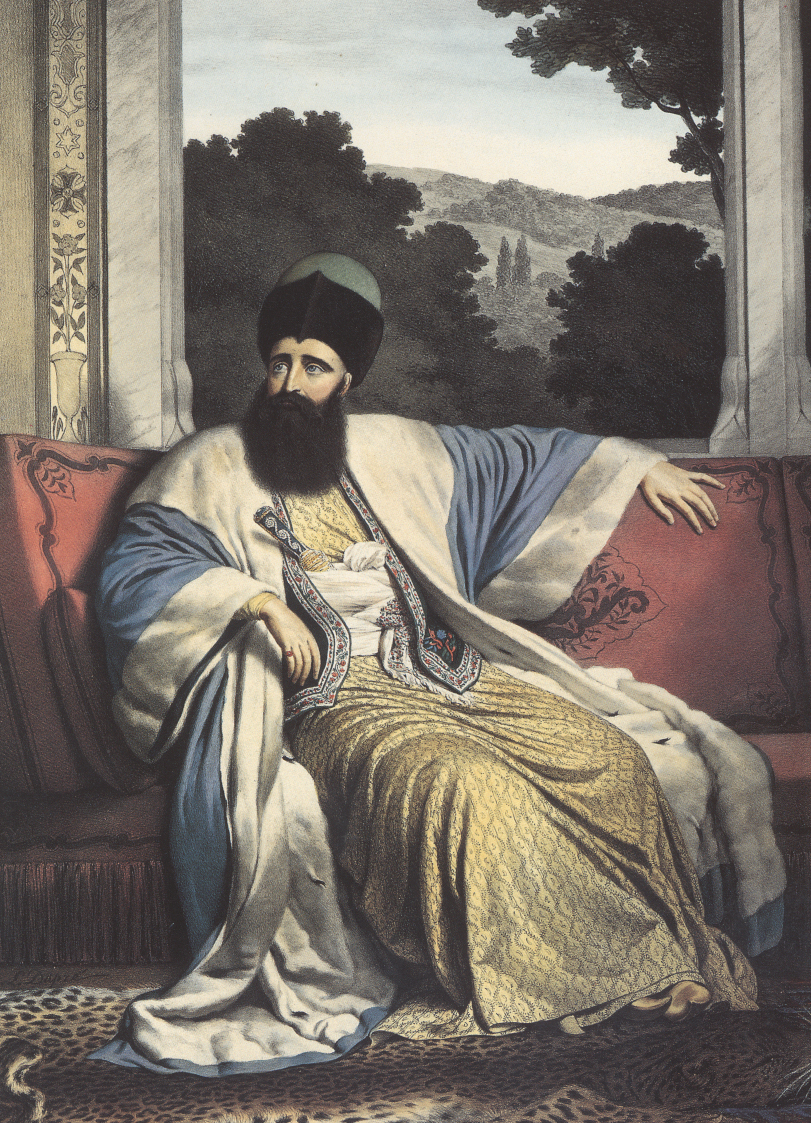
"Pascià" di Louis Dupré (1825)

 Durante la prigionia, Pouqueville studiò greco moderno. Tradusse le opere di Anacreonte, scrisse numerosi pieces "orientali" come I Pariah, un breve poema umoristico, La Gueuseade, in quattro canti e in sestetti, e qualche piccolo poema dedicato a Rose Ruffin.
Durante tutta la sua prigionia, Pouqueville tenne un diario scritto in un codice crittografico che aveva appositamente creato e che riuscì a nascondere alle sue guardie, riuscendo a guidarle, durante le perquisizioni periodiche della sua cella, verso altri scritti senza importanza che lasciava trovare e confiscare. È da queste note segrete che attinse in seguito per scrivere, pochi anni dopo il suo rilascio, le 600 pagine delle prime due parti del libro importante che pubblicò nel 1805 e che gli regalò fama e fortuna; le 300 pagine della terza parte sono dedicate alle sorprendenti avventure accadute ai suoi amici e fratelli in armi Poitevin (futuro barone e generale), Charbonnel (futuro generale) e Bessieres (futuro Console Generale) prima e dopo la loro liberazione dalla fortezza di sette torri.

### Nascita del filellenismo
Nel 1798, come ostaggio dei turchi nella Grecia occupata, François Pouqueville ebbe una visione del disagio dei Greci che riuscì ad incontrare nella stretta cerchia delle sue guardie ottomane. Non diversamente da Lord Byron, che in seguito alla sua morte nel 1824, divenne anche un simbolo del filellenismo, Pouqueville fu in un primo momento incerto sulla sincerità dei Greci. Ma la sua attività di medico del pascialato di Tripolizza gli permise un alleggerimento della scorta turca e i suoi sempre più frequenti contatti con i Greci gli permisero di apprezzare il loro ricco bagaglio culturale sotto una nuova luce.
Anche se smorzata da sette generazioni sotto lunga occupazione della Grecia da parte dei sovrani ottomani, l'identità sociale greca apparve molto viva a Pouqueville e, come fervente credente degli ideali umanistici della rivoluzione francese, cominciò a sviluppare ben presto una crescente simpatia per il nascente movimento di rinascita nazionale della Grecia. La sua condizione di prigioniero del sultano turco gli impedì di fare altro che portare cure mediche alla popolazione oppressa, ma i suoi scritti crearono una nuova e forte corrente supporto intellettuali ed emotivo alla causa. La sua indagine umana della Grecia del 1798 è la prima manifestazione del movimento filellenico del XIX secolo. Il suo impulso presto si diffuse in tutta Europa con l'ampia pubblicazione dei suoi libri che mise in moto un trend costante tra le più grandi menti del tempo per seguire i suoi passi attraverso la terre nuovamente riscoperte della Grecia. La rinascita dell'antica nazione proseguì nei decenni successivi, con la sua guerra d'indipendenza, la sua liberazione, e con la disgregazione dell'impero ottomano.
Nel 1801, venticinque mesi dopo essere stato incarcerato a Costantinopoli, sotto l'insistenza del governo francese e con l'aiuto dei diplomatici russi in Turchia, François Pouqueville fu liberato e tornò a Parigi. [13]

## Diplomatico e archeologo

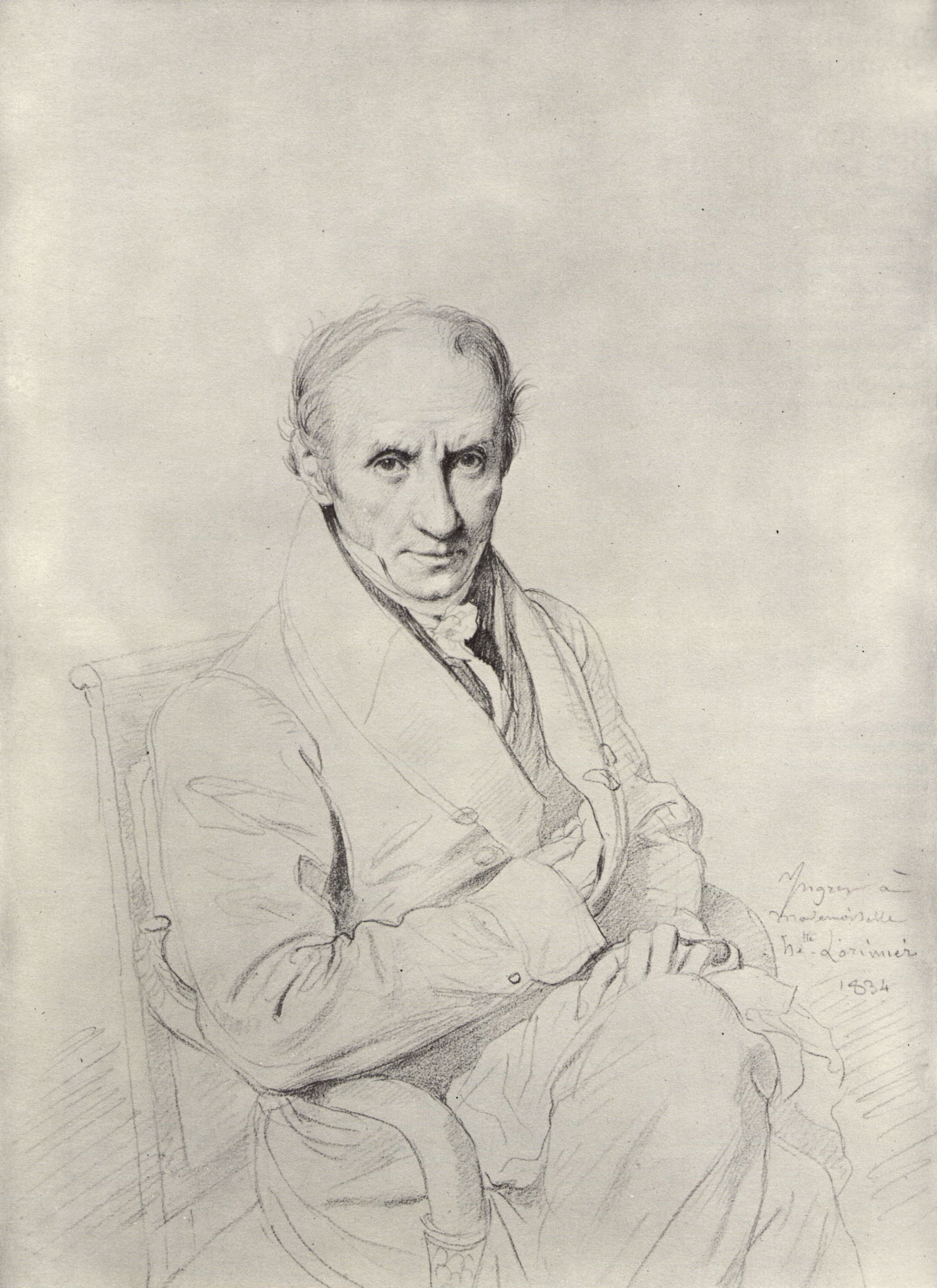
Ritratto di François Pouqueville da Ingres (1834)

Al suo ritorno a Parigi, presentò la sua tesi di dottorato De febre adeno-nevrosa seu de peste Orientali un lavoro sulla peste orientale che lo portò ad essere nominato per i premi del decennio.
Tuttavia, i suoi interessi per la letteratura e l'archeologia sono stati per Pouqueville forti come la sua passione per la medicina. La pubblicazione del suo primo libro "Viaggio in Epiro, a Costantinopoli, in Albania e di parecchie altre parti dell'Impero ottomano", dedicata all'imperatore Napoleone e pubblicato nel 1805 fu un grande successo letterario internazionale ed ebbe come conseguenza la sua nomina a console generale di Napoleone presso la corte di Alì Pascià di Ioannina. La sua conoscenza della regione e delle lingue locali lo fece l'agente diplomatico ideale per Napoleone e per il suo ministro degli esteri, Talleyrand. Pouqueville accettò l'incarico che gli avrebbe anche permesso di proseguire i suoi studi sulla Grecia.

## Opere
- Voyage en Morée, à Constantinople, en Albanie, et dans plusieurs autres parties de l'Empire Ottoman (Paris, 1805, 3 vol. in-8°), tradotta in inglese, tedesco, greco, italiano, svedese, etc. disponibile on line su Gallica
- Travels in Epirus, Albania, Macedonia, and Thessaly (London: Printed for Sir Richard Phillips and Co, 1820), una versione in Inglese parziale e snaturata è disponibile on line
- Prisonnier ches les Turcs & Le Tigre de Janina Romans et Aventures Célèbres - Edition Illustrée - La Librairie Illustrée, Paris 8 c. 1820
- Voyage en Grèce (Paris, 1820–1822, 5 vol. in-8° ; 20 édit., 1826–1827, 6 vol. in-8°), la sua opera principale
- Histoire de la régénération de la Grèce (Paris, 1824, 4 vol. in-8°), translated in many languages. Edizione originale francese disponibile su Google books
- Mémoire historique et diplomatique sur le commerce et les établissements français au Levant, depuis l'an 500 jusqu'à la fin du XVII siècle, (Paris, 1833, in-8°)
- La Grèce, dans l'Univers pittoresque (1835, in-8°) disponibile on line su Gallica
- Trois Mémoires sur l'Illyrie
- Mémoire sur les colonies valaques établies dans les montagnes de la Grèce, depuis Fienne jusque dans la Morée
- Notice sur la fin tragique d'Ali-Tébélen (1822, in-8°)